# 马斯圣皮埃勒
马斯圣皮埃勒（法語：Mas-Saintes-Puelles，法語發音：[mas sɛ̃t pɥɛl] ⓘ）是法国奥德省的一个市镇，属于卡尔卡松区。

## 地理
马斯圣皮埃勒（43°18'47"N, 1°52'36"E）面积27.63 平方千米，位于法国奧克西塔尼大區奥德省，该省份为法国南部沿海省份，北起塔恩省，西北接上加龙省，西接阿列日省，南至东比利牛斯省，东临地中海，东北与埃罗省接壤。
与马斯圣皮埃勒接壤的市镇（或旧市镇、城区）包括：巴赖涅、卡斯泰尔诺达里、屈米耶斯、昂茹堡、莫勒维尔、蒙托里奥勒、埃尔斯河畔派拉、里科、孔塔勒新城。

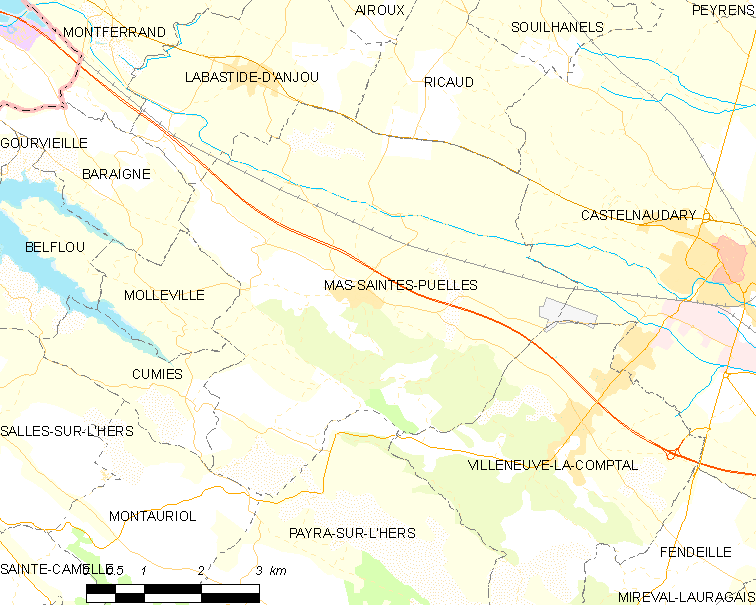
马斯圣皮埃勒的OSM定位图

马斯圣皮埃勒的时区为UTC+01:00、UTC+02:00（夏令时）。

## 行政
马斯圣皮埃勒的邮政编码为11400，INSEE市镇编码为11225。

## 政治
马斯圣皮埃勒所属的省级选区为绍里安盆地县。

## 人口

1962-2008年间马斯圣皮埃勒人口变化图示

马斯圣皮埃勒于2022年1月1日时的人口数量为937人。